# Comissaria General de Recursos Operatius
La Comissaria General de Recursos Operatius (CGRO) és una de les quatre comissaries generals en què s'estructura la Comissaria Superior de Coordinació Central. Dirigeix aquella estructura que proporciona ajuda a la resta del cos amb recursos policials especialitzats en diversos àmbits (unitats d'assalt, mitjans aeris, unitats canines...).

## Funcions
Les seves funcions principals són:
1. La protecció de les persones i els béns que requereixin una protecció específica.
2. El suport a altres unitats de la Policia de la Generalitat - Mossos d'Esquadra en la neutralització, amb caràcter general, i prevenció, amb caràcter extraordinari, de les situacions de risc que requereixin el concurs de les seves unitats ja sigui per la seva qualitat, especialització, o per la seva quantitat i nombre de recursos necessaris.
3. L'establiment de directrius tècniques en matèria d'ordre públic, serveis policials penitenciaris i, en general, d'aquells àmbits funcionals propis de la Comissaria General.
4. La interlocució i representació corporativa en els àmbits propis d'aquesta Comissaria General, així com les relacions tecnicooperatives amb altres forces i cossos de seguretat, per qüestions que impliquin el conjunt de la Policia de la Generalitat - Mossos d'Esquadra.
5. L'anàlisi i avaluació de l'activitat de la Policia de la Generalitat - Mossos d'Esquadra en els àmbits funcionals propis de la Comissaria General.
6. La participació en l'elaboració de propostes de formació en l'àmbit que li és propi.
7. La participació en la planificació, el disseny i l'organització d'aquells operatius que es determini.
8. La direcció de les unitats especialitzades, incloses les de les Àrees Regionals de Recursos Operatius, en aquells dispositius i operacions que impliquin l'activació de recursos especialitzats de diferents regions policials de l'àmbit funcional de la Comissaria General, sens perjudici de l'autoritat del comandament responsable del dispositiu.

## Estructura
La Comissaria General de Recursos Operatius s'estructura set òrgans.

### Àrea d'Escortes
Assumeix la protecció dels representants de la democràcia catalana, els membres més rellevants de les seves institucions i de les altres persones que se'ls encomani.

### Àrea de Brigada Mòbil
L'Àrea de Brigada Mòbil o Brimo actua en aquelles situacions de risc de desordre públic en grans massificacions humanes.

### Àrea de Grup Especial Intervenció
Dirigeix les àrees d'intervenció especialment entrenades per actuar en situacions excepcionals. S'encarrega de donar un suport especialitzat a la resta d'unitats policials en matèria d'ordre públic, o en situacions de risc de violència armada. Segons l'article 177 del Decret 243/2007 la tasca que desenvolupa aquesta divisió és: el suport a altres unitats policials en matèria d'ordre públic, grans concentracions humanes i dispositius, i en actuacions que requereixin una intervenció eficaç i especialitzada en situacions d'elevat nivell de risc per a les persones.
Té la seu física al Complex Central Egara. El comandament directe de la divisió està en mans d'un cap i d'un sotscap (subordinat a les ordres del primer). Sota les seves ordres hi ha les àrees següents:

### Àrea de Desactivació d'Artefactes Explosius TEDAX-NRBQ
Desactiva els artefactes explosius i actua en situacions de risc nuclear, radiològic, bacteorològic o químic.

### Àrea Penitenciària
Vigilen les presons catalanes (a excepció de la de Lleida) i fan els trasllats dels presos a les dependències judicials, centres sanitaris i/o altres centres penitenciaris.

### Àrea Central de Suport Operatiu
Agrupa les unitats especialitzades que proporcionen suport amb gossos ensinistrats, mitjans aeris, o en entorns subaquàtics, subterranis o d'alta muntanya.
Dirigeix aquelles àrees que proporcionen a la resta d'àrees del cos recursos humans especialitzats. S'hi s'agrupen les diverses àrees policials que proporcionen a la resta del cos recursos humans especialitzats en camps diferents als habituals a què estan acostumats els policies. Té la seu física al Complex Central Egara.
Segons l'article 181 del Decret 243/2007 la tasca que desenvolupa aquesta divisió és: el suport a altres unitats policials en matèria d'artefactes explosius, en entorns específics que requereixin una adequada especialització per a l'exercici de l'activitat policial, de mitjans aeris o de gossos ensinistrats, així com els serveis penitenciaris que es determinin.

### Oficina de Suport
Assessora el cap de la divisió i gestiona operativament els seus recursos humans i materials.